# Hypoderma diana
Hypoderma diana är en tvåvingeart som beskrevs av Brauer 1858. Hypoderma diana ingår i släktet Hypoderma och familjen styngflugor. Inga underarter finns listade i Catalogue of Life.